# Chrysobrycon
Chrysobrycon és un gènere de peixos de la família dels caràcids i de l'ordre dels caraciformes.

## Taxonomia
- Chrysobrycon hesperus (Böhlke, 1958)[2]
- Chrysobrycon myersi (Weitzman & Thomerson, 1970)[3][4][5][6][7][8][9][10]